# As Respigadoras (Millet)
As Respigadoras (em francês:  Des glaneuses) é uma pintura a óleo sobre tela do pintor francês Jean-François Millet completada em 1857 e que se encontra actualmente no Museu de Orsay, Paris.
As Respigadoras representa três camponesas ao respigo de espigas de trigo caídas no chão após a colheita. A pintura é famosa por apresentar de forma simpática as que então eram as camadas mais baixas da sociedade rural, tendo sido mal recebida pela alta sociedade francesa da época.

## Descrição
O que mostra As Respigadoras? (As três mulheres) personificam a força animal profundamente concentradas numa tarefa dolorosa. O contraste entre riqueza e pobreza, poder e desamparo, esferas do masculino e do sexo feminino é apresentado nitidamente.

— Liana Vardi
As Respigadoras é um exemplo de realismo. Millet procurou captar a verdadeira essência do que era o trabalho destas mulheres. Não tentou idealizar a imagem, mas ao invés ele captou a "fealdade" da pobreza e do trabalho manual. Representa três mulheres camponesas de forma destacada em primeiro plano, inclinando-se para recolher os restos de uma colheita do trigo. O olhar delas não se encontra com o espectador e os seus rostos são obscuros.
Em fundo, uma grande quantidade de molhos de trigo estão a ser empilhados, enquanto um proprietário assiste e superintende à direita. O senhorio só supervisiona os trabalhadores ao fundo, o que implica que as mulheres em primeiro plano estão num nível tão baixo que não vale a pena serem controladas. Millet decidiu focar as mulheres e pintou-as com um maior contraste. As mulheres estão dobradas abaixo do horizonte e não o alcançam. Isto parece representar a imobilidade social, pois cada um assim como nasce assim permanece.
As mulheres são equiparadas à terra. As cores das suas roupas esbatem-se na paisagem parecendo que elas fazem parte do campo. O horizonte ilustra a divisão de classes representando o céu a classe superior inatingível. Ironicamente, ainda que em situação de pobreza, as mulheres não estão vestidas com trapos, mas antes roupas decentes. A suavidade das mulheres e o aspecto não remendado da roupa suaviza a imagem, mas permanece o retrato da feiúra e aspereza do trabalho que Millet pretende captar.
Através do desalinhamento dos pontos de fuga entre as três mulheres (fixados ao longo das suas costas), e em particular nunca os alinhando com o foco central do fundo, Millet transmite a mensagem de que, ainda que ocupem a mesma tela com a abundância retratado ao fundo, as mulheres de classe inferior nunca farão parte daquela abundância - ocupam o seu próprio espaço tendo por cima outra camada, tanto na pintura como na vida real, sendo a expressão da inacessibilidade ao topo das classes mais baixas através da mobilidade social.

## História
Jean Francois Millet nasceu em 1814, de condição pobre e pensava que “tendo nascido camponês, camponês iria continuar a ser”, mas o pai dele pensava de modo diferente, acreditando que ele iria ser um pintor. Depois Millet afirmou a sua crença no "lado humano" da arte, e decidiu "não pintar nada que não fosse o resultado de uma impressão recebida directamente da natureza, seja na paisagem seja em figuras humanas." Embora o seu trabalho tenha sido fortemente criticado pelo foco em coisas reais que ele tinha experimentado, e não em retratos ou arte da época, Millet não vacilou na sua crença.
Millet apresentou As Respigadoras no Salão das Artes de Paris de 1857 tendo recebido críticas desfavoráveis das classe média e alta, que viam o tema com suspeita: um crítico de arte, falando para outros parisienses, percebeu nela uma citação alarmante dos "patíbulos do Terror". Tendo saído recentemente da Revolução de 1848, essas classes bem instaladas viram na pintura a glorificação do trabalhador de classe baixa. Para eles, era um lembrete de que a sociedade francesa assentava no trabalho das massas trabalhadoras, e os proprietários de terras associavam esta classe de trabalhadores ao crescente movimento socialista. A representação da classe trabalhadora em As Respigadoras fez as classes altas sentirem-se desconfortáveis no seu status. As massas de trabalhadores notadamente ultrapassavam em número os membros da classe alta, e a diferença evidente do respetivo número significava que, se a classe trabalhadoa se revoltasse, a classe alta seria derrubada. Com a Revolução Francesa ainda fresca na memória, esta pintura não foi nada bem acolhida pela classe alta.
As Respigadoras também não foi bem recebida devido ao seu enorme tamanho para uma pintura que descreve o trabalho. Normalmente o tamanho desta tela era reservada para pinturas de estilo religioso ou mitológico. A obra de Millet não tinha nada que ver com religião, nem tinha qualquer referência a quaisquer crenças mitológicas. A pintura ilustrava uma visão realista da pobreza e da classe trabalhadora. Um crítico comentou que "as suas três respigadoras têm pretensões gigantescas, posam como as três Moiras da Pobreza ... não ficando atrás na sua feadade e grosseria".
Embora andar ao respigo não fosse um tema novo — há representações artísticas anteriores do episódio de Rute e Boaz — esta obra era uma declaração sobre a pobreza rural e não sobre a piedade bíblica: não há nenhuma referência de sentido bíblico de comunidade e compaixão no vincado contraste entre a pobreza opressiva no primeiro plano e a rica colheita ao longe iluminada pelo sol.
A ironia implícita foi inquietante. Após o Salon, Millet, com pouco dinheiro, vendeu a sua peça para 3.000 francos — abaixo do preço inicial de 4.000 — após regateio com um inglês chamado Binder, que não se demoveu da sua magra contra-oferta; Millet tentou manter em segredo o preço miserável. As Respigadoras ganharam pouca notoriedade durante a vida do Pintor, mas após a sua morte, em 1875, a apreciação pelo público da sua obra aumentou constantemente e, em 1889, então propriedade do banqueiro Ferdinand Bischoffsheim, foi vendida em leilão por 300.000 francos. No ano seguinte, a sua proprietária, Jeanne-Alexandrine Pommery, morreu e seguindo os termos do seu testamento a pintura foi doada ao Museu do Louvre, estando actualmente no Museu de Orsay também em Paris.

## Influência

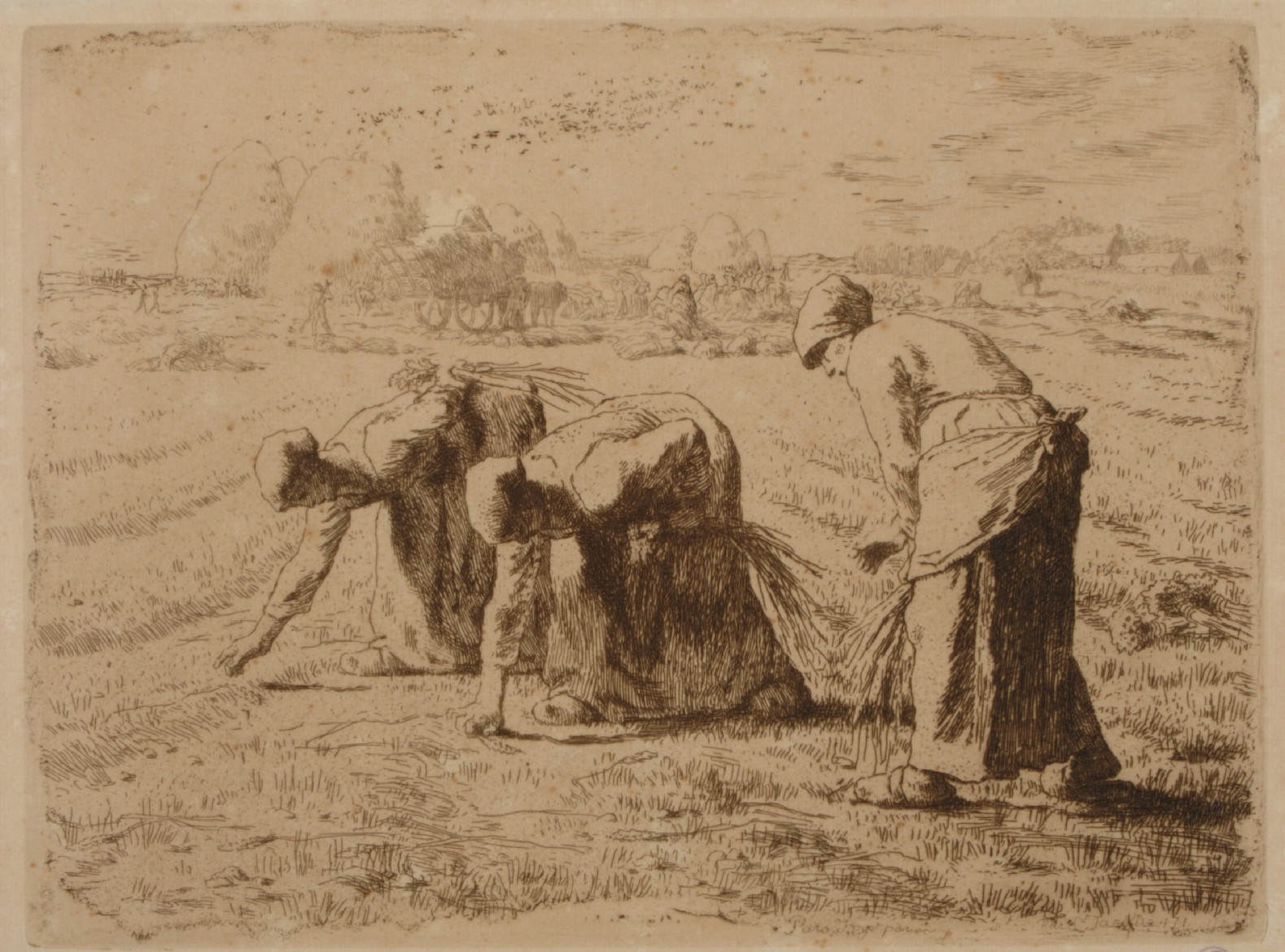
Des glaneuses, água-forte posterior a 1857, de Jean-François Millet.Vídeo em inglês sobre As Respigadoras pela Smarthistory da Khan Academyː

As Respigadoras é uma das obras mais conhecidas de Millet. A sua imagem de camponesas curvadas foi repetida frequentemente em obras de artistas mais jovens, como Pissarro, Renoir, Seurat e van Gogh. O historiador de arte Robert Rosenblum considera que esta obra de Millet introduziu "novas presenças que se impõem no repertório da arte de meados do século, com uma descendência sem fim na cidade e no campo. As Lavadeiras de Daumier e Degas, e ainda mais Os Raspadoras de chão de Caillebotte (em Galeria), seriam quase impensáveis sem o é̟pico hino ao trabalho de Millet."
As Respigadoras são prova do papel de Millet como crítico social contemporâneo. A sua impressiva representação de três mulheres pobres curvadas afastadas dos trabalhadores e da colheita abundante na distância demonstra a sua atenção, se não a simpatia, para a situação dos membros mais pobres da comunidade à volta de Barbizon e do seu vizinho maior, Chailly, quando a zona passou pelas dores crescentes da modernização francesa. A apenas cerca de trinta e cinco milhas da capital francesa (cuja população duplicou entre 1831 e 1851), a rica e vasta planície em torno da floresta de Fontainebleau foi das primeiras com uma ligação ferroviária a Paris, prontamente prestando-se a alimentar a cidade florescente. Estudos sobre a transformação da França rural no século XIX referem que ocorreu pouca mudança na vida camponesa além do norte da França e da bacia de Paris até ao último quartel do século. A representação por Millet da lutas de classes numa fazenda de grandes dimensões foi assim moderna de forma única na década de 1850.
A pintura inspirou e foi analisado no documentário Les glaneurs et la glaneuse de Agnes Varda de 2000.

## Galeria

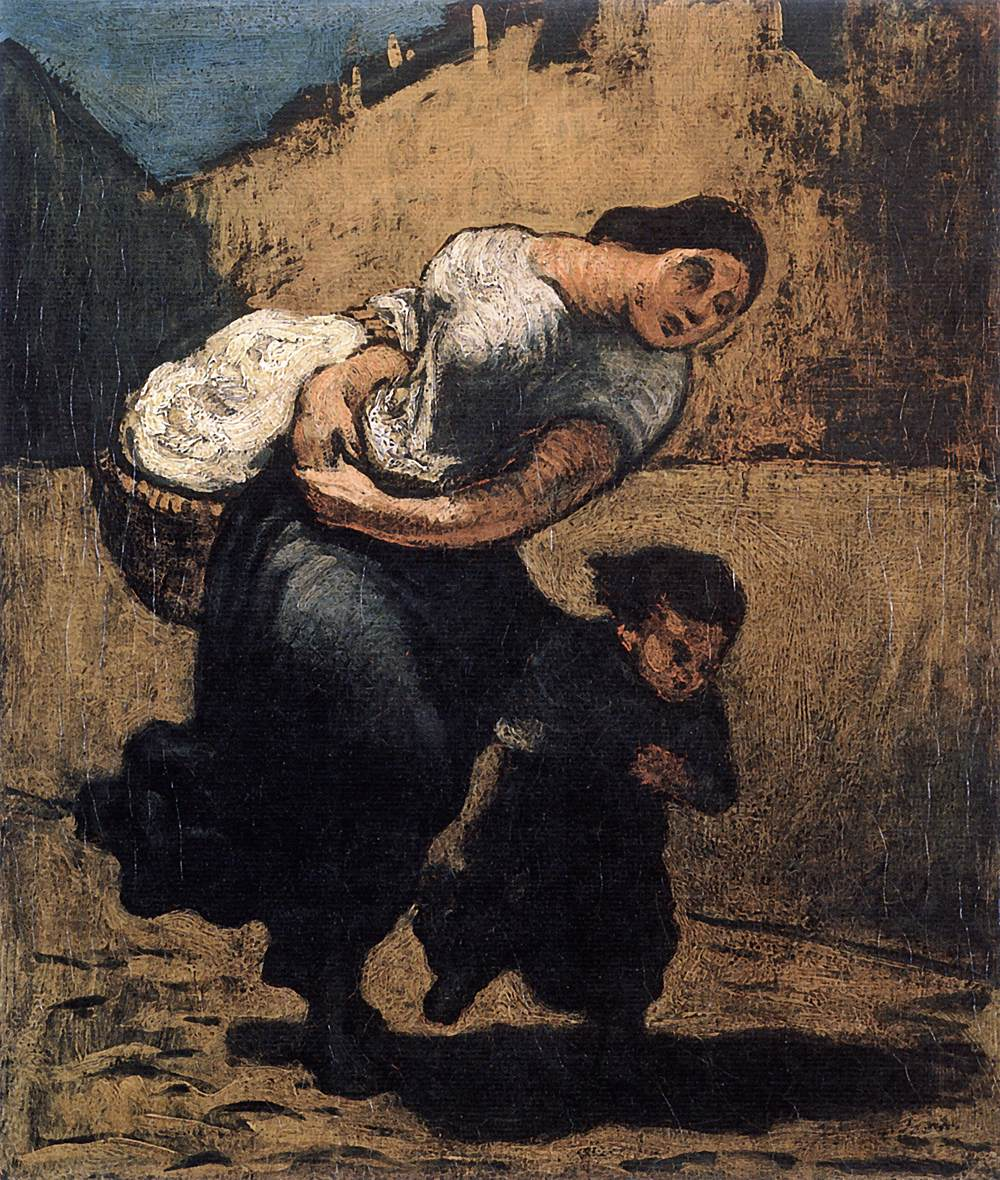
A Lavadeira (1853), Honoré Daumier, Galeria Nacional em Praga
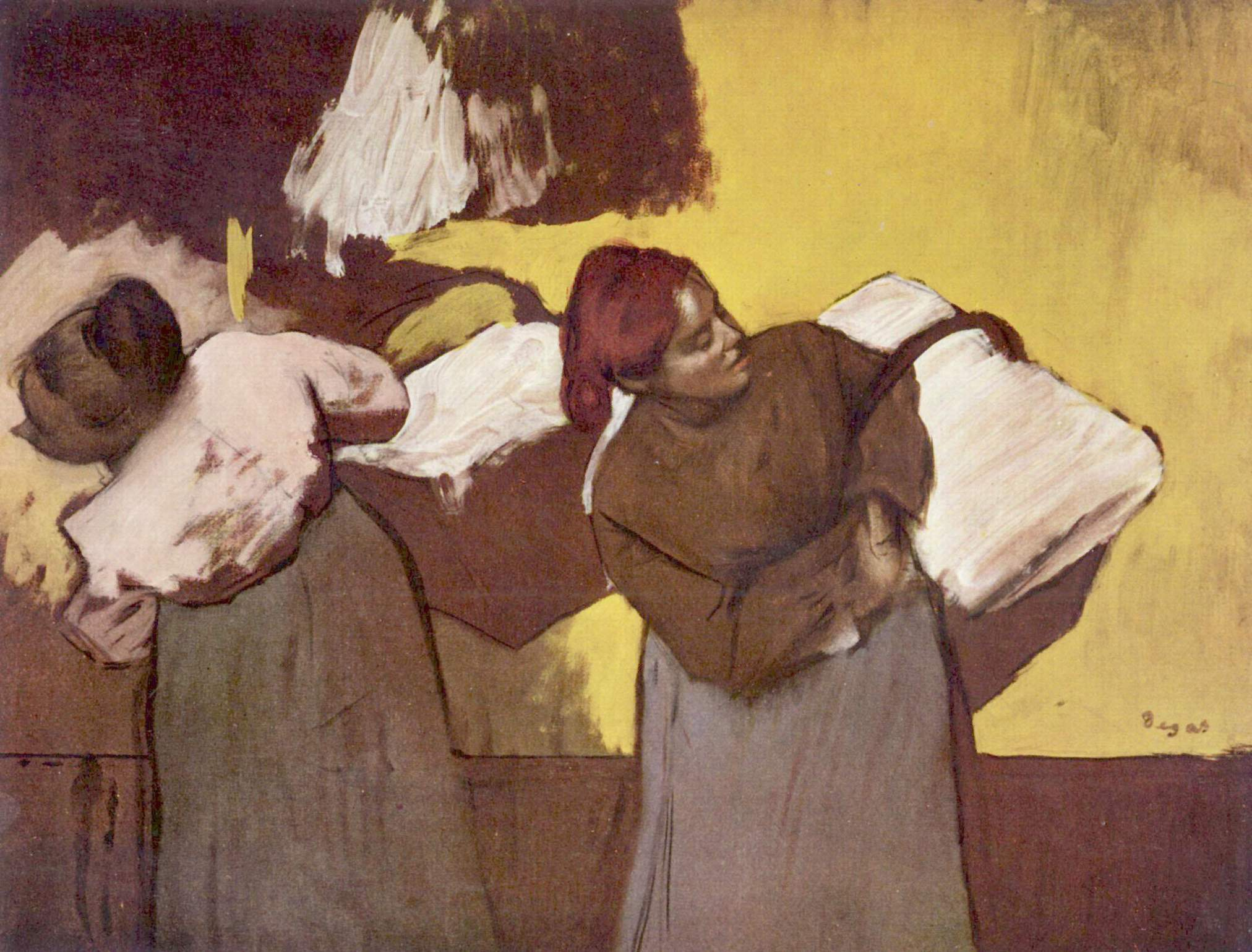
Duas Lavadeiras (1876-78), Edgar Degas, Sammlung H. J. Sachs em Nova Iorque
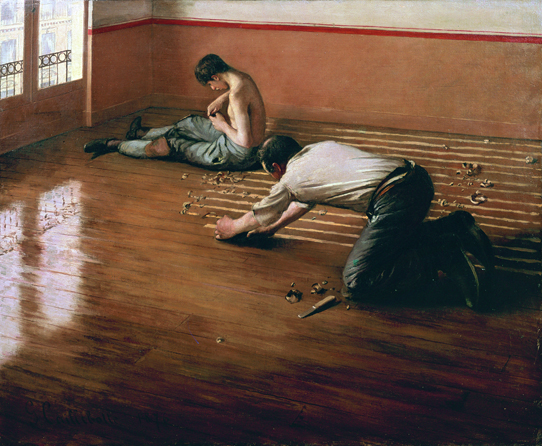
Raspadores de chão (1894), Gustave Caillebotte, Brooklyn Museum em Nova Iorque